# Benediktbeuern
Benediktbeuern – miejscowość i gmina w Niemczech, w kraju związkowym Bawaria, w rejencji Górna Bawaria, w regionie Oberland, w powiecie Bad Tölz-Wolfratshausen, siedziba wspólnoty administracyjnej Benediktbeuern. Leży około 12 km na południowy zachód od Bad Tölz, przy drodze B11.

## Polityka
Wójtem gminy jest Georg Rauchenberger, rada gminy składa się z 16 osób.

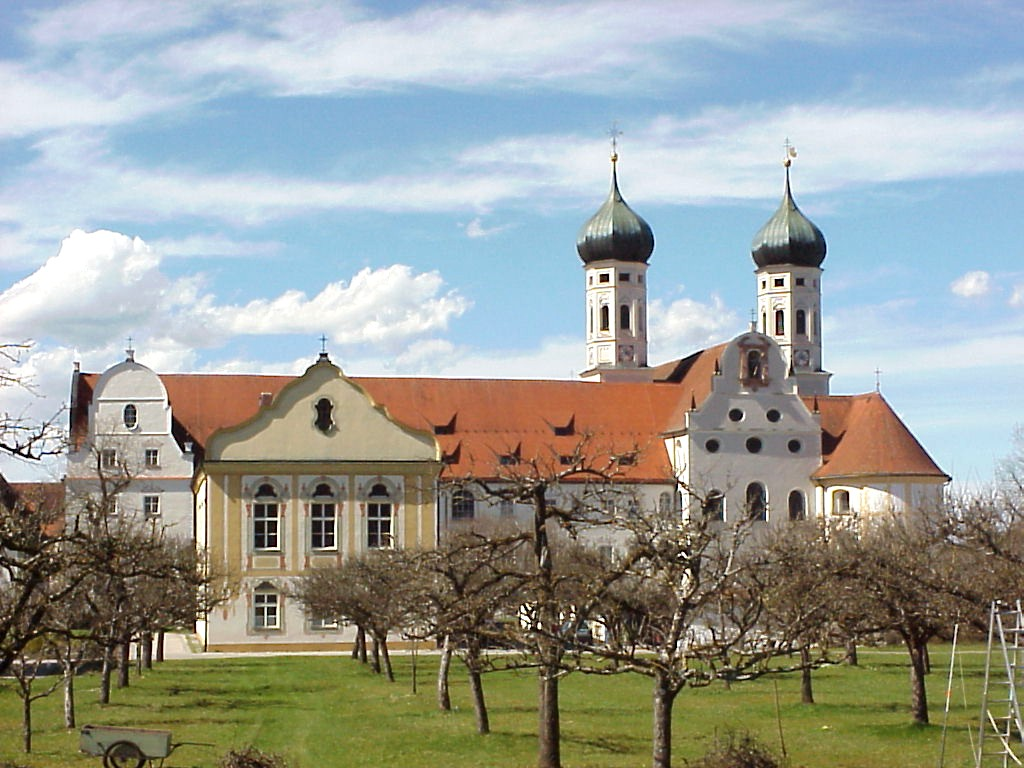
Klasztor

|      | CSU | CSU/Benediktbeurer Mitte | SPD | FWG | Benediktbeurer Bürgervereinigung | Razem |
| 2008 | -   | 7                        | 3   | 3   | 3                                | 16    |
| 2002 | 8   | -                        | 2   | 3   | 3                                | 16    |